# سيجا كلاسيكس كولكشن
سيجا كلاسيكس كولكشن (بالإنجليزية: Sega Classics Collection)‏، هي لعبة فيديو ثلاثية الأبعاد تحتوي على 9 ألعاب، ومن بينها لعبة غولدن أكزي، صدرت اللعبة في الأسواق سنة 2005، وتعمل على منصة بلاي ستيشن 2.

## مرجع
1. ↑  Sega Classics Collection for PlayStation 2 (2005) - MobyGames نسخة محفوظة 31 مايو 2009 على موقع واي باك مشين.